# Sofia Alšėniškė
Sofia Alšėniškė (in bielorusso Соф'я Гальшанская?, in lituano Sofija Alšėniškė e in polacco Zofia Holszańsk; 1405 circa – Cracovia, 21 settembre 1461) fu una principessa lituana.
Fu la quarta e ultima moglie di Jogaila, re di Polonia e granduca di Lituania e, per matrimonio, divenne la madre di Ladislao III di Polonia e Casimiro IV di Polonia. Sofia viene considerata, con il marito, la fondatrice della casa degli Jagelloni.

## Biografia

### La giovane nobile
Sofia Alšėniškė nacque attorno al 1405 da Andrea Alšėniškis, a sua volta figlio di Jonas Alšėniškis, braccio destro del sovrano lituano Vitoldo e Aleksandra Druckaja. Circa l'identità del nonno materno la storiografia è divisa: quella polacca punta l'occhio su Demetrio I Staršij (morto 12 agosto 1399), fratellastro di Jogaila, futuro marito di Sofia, mentre quella di matrice russa si concentra su Dmitrij Semënovič, membro della dinastia dei Rjurikidi. Il padre di Sofia morì quando ella era ancora bambina e la famiglia si trasferì a Druc'k per vivere con uno dei fratelli della madre Semën Druckij, Sofia crebbe quindi in un ambiente a prevalentemente di cultura russa, fu educata nei dettami della Chiesa ortodossa e la storiografia concorda sul fatto che non ricevette un buon grado di istruzione.
Non è noto quando Sofia e Jogaila si incontrarono la prima volta, sebbene il primo incontro documentato risale all'inverno 1420-1421 quando egli andò in visita a Druc'k; Sofia era ancora una ragazzina mentre l'uomo aveva fra i sessanta e i settant'anni, oltre che già vedovo tre volte e l'ultima moglie, Elisabetta di Pilica, era morta il maggio precedente. Da tutti questi matrimoni Jogaila aveva solo una figlia vivente, Edvige Jagellona, e nessun erede maschio. Quando si ventilò la possibile unione fra Sofia e il vecchio re vi fu l'appoggio sia dello zio Simeone che di Vitoldo, mentre la nobiltà polacca vi si oppose insieme all'imperatore Sigismondo di Lussemburgo, il quale aspirava a fargli sposare la cognata rimasta vedova Sofia di Baviera.
Secondo le usanze dell'epoca, se una sorella minore si sposava prima della maggiore era considerata una disgrazia e, per questo, la sorella maggiore di Sofia, Vasilisa, venne sistemata l'anno seguente con Ivan Bielski, uno dei nipoti di Jogaila e figlio di Vladimir Olgerdovič, nel 1421. Nel febbraio 1422 Sofia venne battezzata secondo il rito cattolico cambiando il proprio nome ortodosso Sonka in quello cattolico di Sofia. Il matrimonio venne quindi celebrato da Mattia di Trakai (1370 circa - 9 maggio 1453), Vescovo di Samogitia il 7 o il 24 del mese, la sua incoronazione invece venne rimandata di circa due anni, cosa che si può spiegare con la resistenza mostrata dai nobili polacchi e con il rapporto di distanza che regnava fra i coniugi.

### La regina

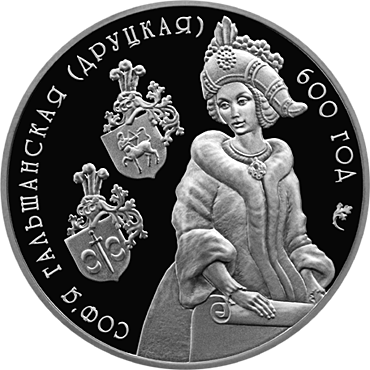
Sofia in una moneta commemorativa dal valore di venti rubli bielorussi (2006)

Nel marzo del 1422 Sofia andò a vivere presso il Castello del Wawel, a Cracovia, dove incontrò l'ostilità del re, della figliastra Edvige oltre a quella del cardinale Zbigniew Oleśnicki e delle famiglie di Tęczyński e Tarnowski. Per circa un anno, Sofia e il marito vissero separati, poiché lui andò a combattere la breve guerra di Gollub, che vedeva contrapposti i regni di Lituania e Polonia contro l'Ordine teutonico, poi si recò in Lituania per l'inverno e infine a negoziare con Sigismondo in Slovacchia mentre la moglie restava a Cracovia. Sola in un paese straniero Sofia scrisse al marito la propria infelicità e l'anno dopo egli la portò con sé in un viaggio in Moscovia, forse il viaggio favorì un avvicinamento fra i coniugi, in quanto in quel periodo Jogaila si prodigò affinché Sofia venisse incoronata dall'arcivescovo di Gniezno Wojciech Jastrzębiec (1362 circa - 1436); l'incoronazione avvenne nel marzo 1424 e i festeggiamenti durarono cinque giorni. In dono, Sofia ricevette i villaggi di Stara Zagość e Bogucice Pierwsze oltre a 20.000 grzywna (unità di misura usata per pesare perlopiù l'argento) di grossi di Praga.
Il 31 ottobre 1424 Sofia diede alla luce Ladislao, il primo erede maschio nato nel regno dopo 114 anni. La nascita del bambino incrementò notevolmente il peso politico di Sofia e il suo prestigio, ma presto sia lei che il marito si trovarono invischiati in una lotta per sostenere la successione del figlio. La nobiltà polacca sosteneva che non si poteva esercitare il diritto ereditario, in quanto Jogaila aveva in effetti preso il trono grazie al matrimonio con la prima moglie Edvige di Polonia e quindi occorreva che i nobili ne eleggessero uno. Seguirono due congressi, uno a Brėst nell'aprile 1425 e uno nel maggio 1426 dove i nobili statuirono che Ladislao avrebbe ereditato solo se fossero state confermate alcune libertà per la szlachta e si fosse scartata la possibilità che Sofia fungesse da reggente. Jogaila rifiutò tali imposizioni e il braccio di ferro continuò.

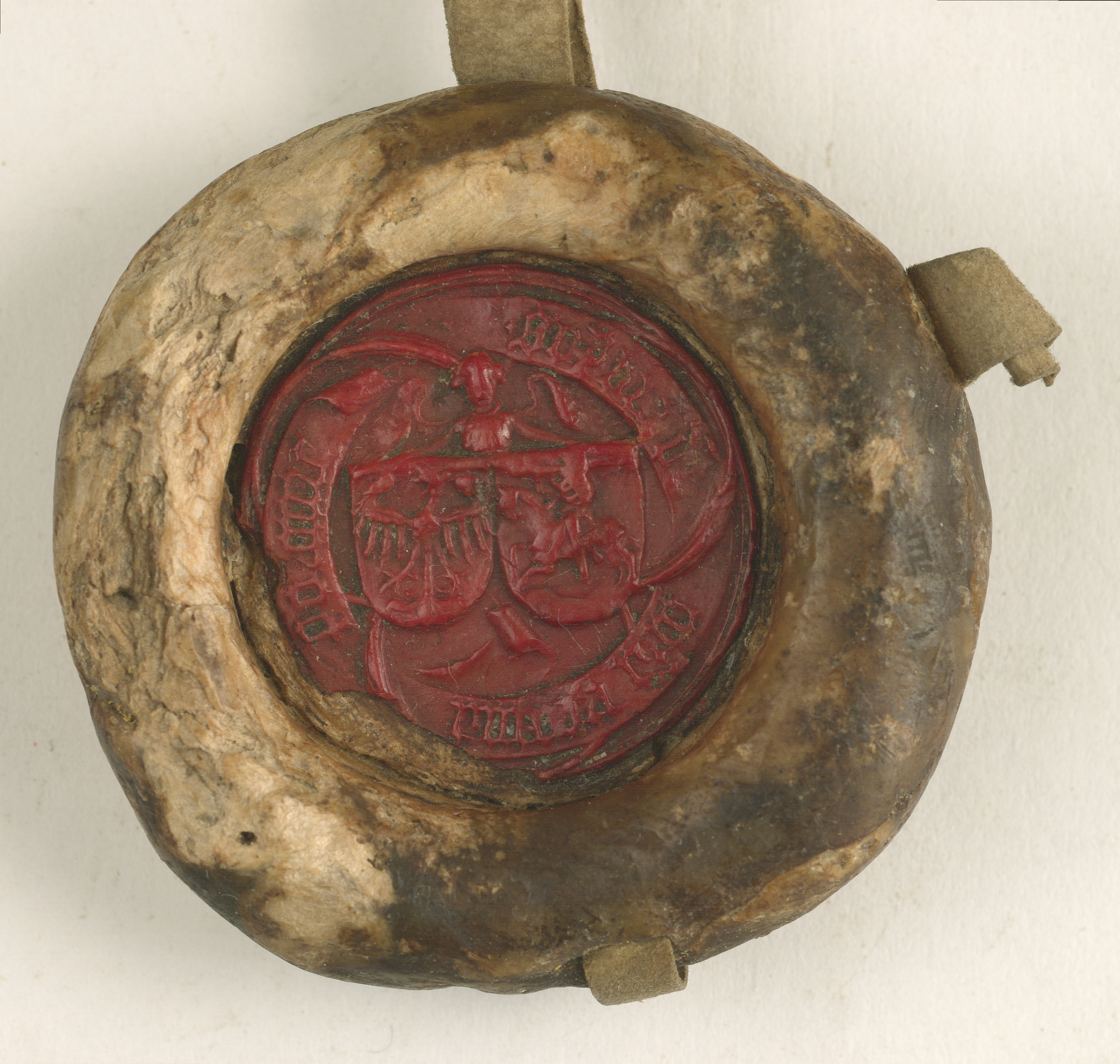
Il sigillo di Sofia in un documento del 1435

Sempre nel maggio 1426 Sofia diede alla luce un secondo figlio, Casimiro, di cui venne registrata la morte il 2 marzo 1427; tale data contrasta con gli studi condotti sullo scheletro del bambino attorno al 1950 che gli attribuiva un'età di circa 18 mesi. In quella stessa primavera, mentre Sofia era incinta del terzo figlio, venne accusata di adulterio: ciò gettò un'ombra sulla paternità del figlio che aspettava. Due dei suoi servi vennero arrestati e torturati e furono sette gli uomini indicati come i suoi amanti: Hińcza di Rogów, Piotr Kurowski, Wawrzyniec Zaręba, Jan Kraska, Jan Koniecpolski e i fratelli Piotr e Dobiesław di Szczekociny. Il caso venne presentato davanti a una corte e, dopo la nascita del bambino Casimiro IV di Polonia, Sofia giurò innanzi alla corte e venne dichiarata innocente; nonostante il continuo chiacchiericcio, invero protrattosi per diversi mesi, la paternità del bambino non risultò più messa in dubbio.
Casimiro IV venne al mondo il 29 o il 30 novembre e Sofia e Jogaila continuarono a prodigarsi per assicurare il trono ai pargoli. Nell'autunno 1428 andarono in Lituania, forse per cercare di ottenere la corona ducale da Vitoldo: questi non aveva figli e l'erede più prossimo era Jogaila. In siffatto contesto, se i nobili polacchi intendevano preservare l'Unione polacco-lituana, non gli restava che accettare che i figli di Sofia succedessero al padre. Gli storici hanno riassunto questa strategia come "solo con una [monarchia in] Lituania ereditaria vi è anche una [monarchia in] Polonia ereditaria". I nobili polacchi si mostrarono però tutt'altro che morbidi e infine Jogaila dovette cedere: in un congresso tenutosi a Jedlnia nel marzo 1430, egli garantì diverse libertà all'aristocrazia e accettò che Sofia non avrebbe mai funto da reggente. Vitoldo il Grande perì nell'ottobre di quell'anno e la successione, tutt'altro che tranquilla, generò la guerra civile lituana e la guerra polacco-teutonica. Questi conflitti fecero crollare i progetti di serena successione voluti da Sofia e Jogaila, i quali dovettero accettare le decisioni assunte a Jedlinia, risultando a quel punto chiaro che il successore del monarca sarebbe stato scelto dai nobili.
Nel dicembre 1431, dopo una lunga malattia, la principessa Edvige, fidanzata con Federico II di Brandeburgo, morì e Sofia venne accusata di averla avvelenata: a quel punto dovette, ancora una volta, prestare voto di innocenza.

### Regina madre

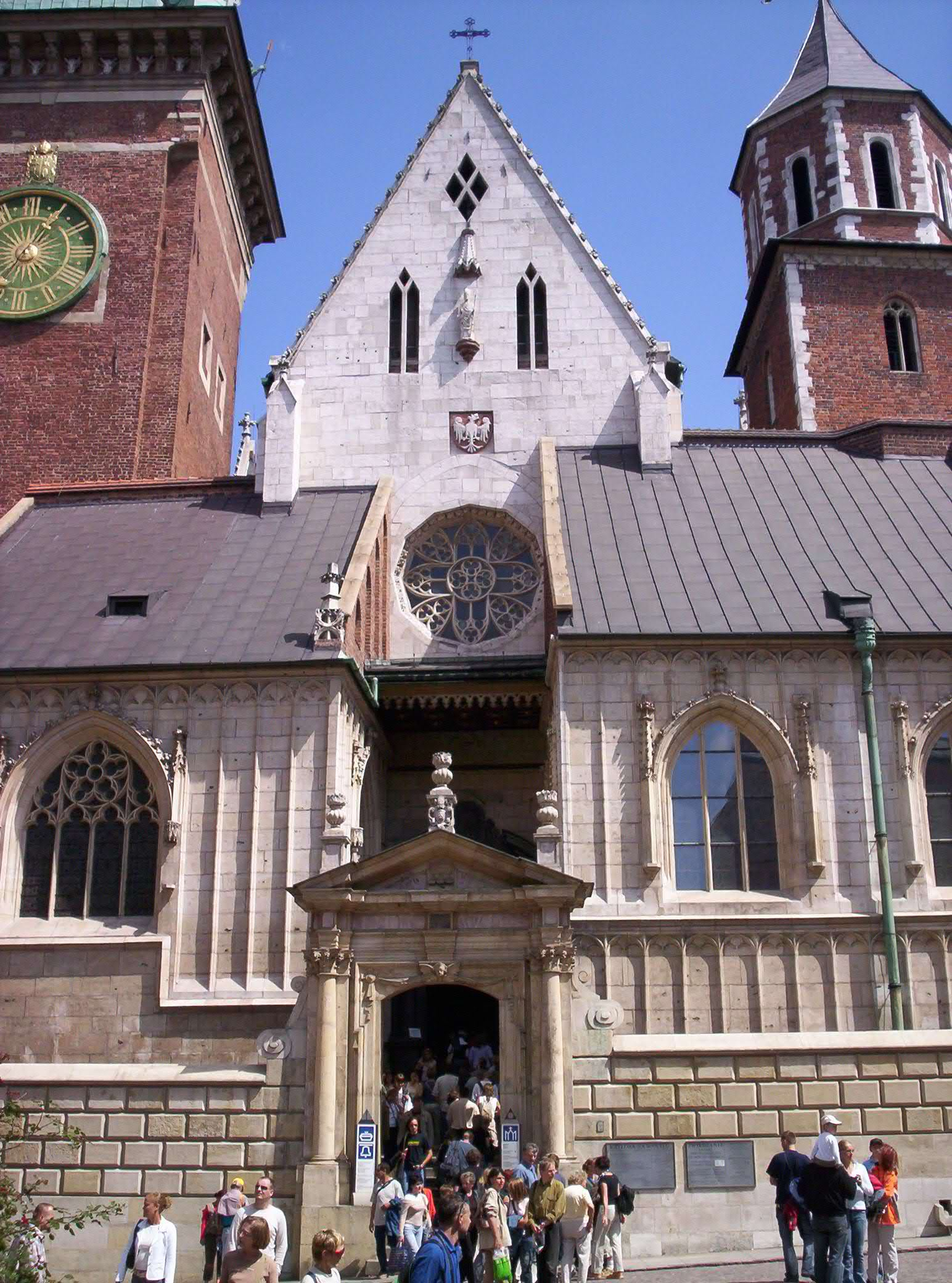
La cappella della regina Sofia (a sinistra) nella cattedrale del Wawel, fatta erigere da Sofia nel 1431–1432

Nel giugno 1434 Jogaila morì presso Horodok e il potere finì in mano al cardinale Zbigniew Oleśnicki e ai suoi sostenitori fin quando, il 25 luglio, secondo le disposizioni dell'ultimo congresso, venne eletto in qualità di sovrano il giovane Ladislao III di soli dieci anni; la reggenza venne affidata al consiglio reale, lasciando fuori sia Sofia che il cardinale, i quali continuarono la loro lotta per influenzare la politica decisionale.
Nell'estate del 1435 Sofia aiutò il cognato Iliaș di Moldavia, marito di una delle sorelle minori, a fuggire dalla Polonia e a riprendere il potere in Moldavia dopo che egli ebbe giurato fedeltà al giovane Ladislao. Sofia promosse attivamente anche il fidanzamento del figlio con Anna d'Asburgo, un progetto che però cadde nel vuoto.
Quando poi Sigismondo morì, la nobiltà boema, in particolare gli hussiti, si ribellarono all'elezione di Alberto II d'Asburgo e nel marzo 1438 elessero loro re il secondogenito di Sofia, Casimiro. In quello stesso autunno, le armate polacche invasero la Boemia, ma essendo state malamente organizzate subirono una sonora sconfitta a Želenice e i superstiti dovettero tornare in patria. In quel dicembre i nobili si riunirono al Piotrków Trybunalski e proclamarono che Ladislao, all'età di quattordici anni, poteva governare da solo, una decisione che, però, non aiutò la posizione politica di Sofia contro Oleśnicki. La donna partecipò attivamente all'organizzazione di una confederazione "per la protezione del re e dell'ordine nel regno", che si opponeva a Oleśnicki e sosteneva gli hussiti, a Nowy Korczyn. La confederazione, guidata da Spytek di Melsztyn, fu sconfitta nella battaglia di Grotniki.

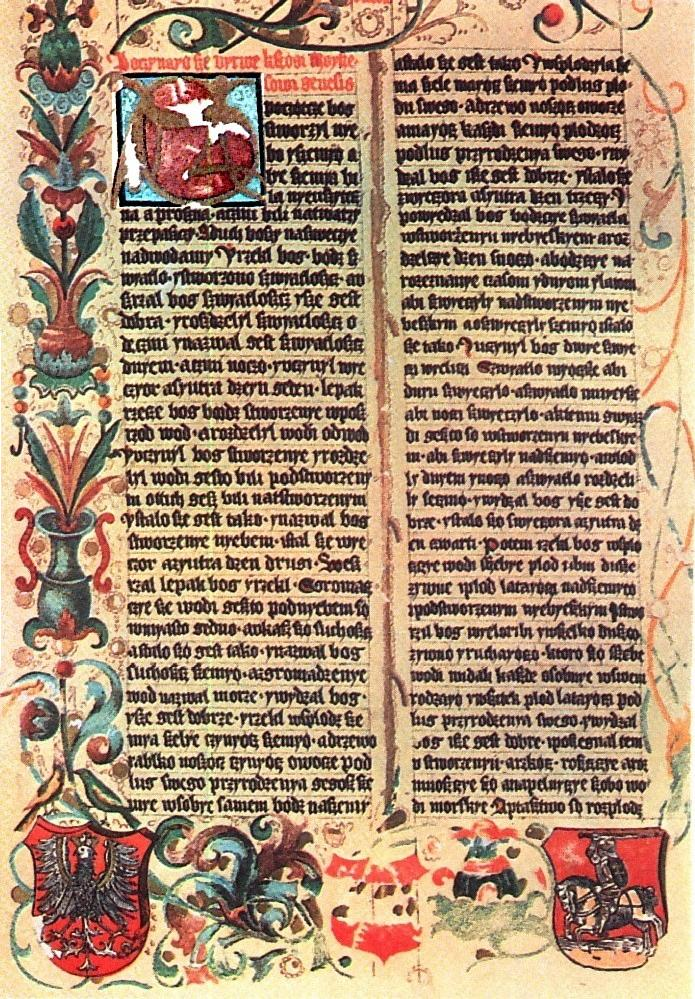
La Bibbia della regina Sofia

Con la morte di Alberto nell'ottobre 1439, la nobiltà ungherese scelse Ladislao quale sovrano e Sofia lo accompagnò al confine con l'Ungheria; il 22 aprile 1440 i due si congedarono presso il villaggio di Czorsztyn: dopo di allora, non si videro mai più. Un mese prima era morto assassinato Sigismondo Kęstutaitis, Granduca di Lituania, e i nobili locali guidati da Jonas Goštautas chiesero che Casimiro diventasse loro sovrano. Sofia rimase in Polonia e passò i quattro anni seguenti presso il castello di Sanok, guadagnandosi il rispetto dei locali per le sue capacità amministrative: nonostante questo, le rendite delle terre del posto non erano sufficienti a sostenere il suo stile di vita e Sofia finì per accumulare debiti.
Ladislao perse la vita nel 1444 alla battaglia di Varna e questo rigettò Sofia nell'arena politica: nell'aprile 1445, partecipò al congresso di Sieradz, dove Casimiro succedette al fratello quale Casimiro IV di Polonia: questi però non era particolarmente propenso ad accettare o a tornare in Polonia, ragion per cui fu Sofia a raggiungere il figlio a Hrodna e a fare da intermediaria fra lui e la szlachta per i due anni a venire. Alla fine, i nobili sostennero che se Casimiro avessero ancora rifiutato essi avrebbero eletto Boleslao IV di Varsavia, che godeva anche dell'appoggio del cardinale Oleśnicki. Secondo Jan Długosz, le suppliche materne di Sofia convinsero i nobili a confermare Casimiro come loro re a Nowy Korczyn, nonostante il sostegno di Oleśnicki riservato a Boleslao. Casimiro a quel punto accettò e venne incoronato il 25 giugno 1447; salito al trono, isolò presto Oleśnicki e permise alla madre di entrare nel circolo reale. Sofia lo accompagnò nei viaggi e spesso lo influenzò, per esempio per quanto riguardò il sostegno che Casimiro mostrò nei confronti dei nipoti della donna, Romano II e Alessandro di Moldavia. Tuttavia, il suo influsso diminuì dopo il matrimonio del figlio con Elisabetta d'Asburgo: la sua ultima azione politica nota inerì la spedizione di emissari per udire l'opinione di Papa Pio II quando era in corso la guerra dei tredici anni (1454-1466).
Secondo Długosz, Sofia si ammalò dopo aver mangiato troppi meloni e rifiutò le cure necessarie, comportando un aggravamento delle sue condizioni di salute e, infine, una paralisi. Sofia si spense il 21 settembre 1461 e venne sepolta nella cappella della Santissima Trinità, di cui aveva finanziato la costruzione e la decorazione della cappella nel 1431-1432, nella cattedrale del Wawel. Al momento della sua morte, aveva quattro nipoti maschi e una femmina.
Sofia finanziò la traduzione di una Bibbia in lingua polacca tra il 1453 e il 1461 e, anche se la traduzione non fu completata, l'opera è divenuta conosciuta come Bibbia della regina Sofia ed è oggi considerata un'importante pietra miliare nella storia della lingua polacca.